# Džuveč
Džuveč (srbochorvatsky ђувеч/đuveč, turecky güveç, makedonsky ѓувеч, bulharsky гювеч, albánsky gjyveçi) je tradiční jihoevropské dušené jídlo, podobné rizotu. Jde o jídlo z rýže, masa a zeleniny. 
Je tureckého původu a s tureckými výboji se rozšířilo po skoro celé Evropě. Název vychází z tureckého slova güveç, které označovalo kameninový kotlík, ve kterém se dusilo maso s různou zeleninou a kořením, které zrovna v daném ročním období či kraji byly k dispozici. 

## Příprava
Receptů na džuveč je velké množství a často se od sebe velmi liší, v závislosti na regionu, možnostech či chuti. Použitým masem je skopové (jehněčí), vepřové nebo hovězí maso, vzácně také drůbeží maso.
Ze zeleniny je přidávána cibule, rajčata, papriky, zelené fazolky, cuketa, lilek, okra nebo brambory. Mnoho receptů také užívá rýži. Kořením je celer nebo petržel a česnek a červená paprika.
Někdy se zelenina dusí a poté se přidává maso s tekutinou (voda nebo vývar), někdy se nejprve nakrájí maso na kostky a poté se smaží ve vlastní šťávě. Pro přípravu se používá kameninový hrnec ale také běžné kovové hrnce.